# Dražen Živić
Dražen Živić (Vukovar, 7. kolovoza 1968.), hrvatski demograf.

## Životopis
Dražen Živić rodio se u Vukovaru 1968. godine. Diplomirao je 1993. godine na Geografskom odsjeku Prirodoslovno-matematičkog fakulteta Sveučilišta u Zagrebu gdje je i magistrirao 1998. godine, te doktorirao 2000. godine. Izvanredni je profesor na studiju sociologije Hrvatskih studija Sveučilišta u Zagrebu a 28. studenoga 2006. godine imenovan je voditeljem Instituta društvenih znanosti Ivo Pilar – Područni centar Vukovar.

## Znanstvena djelatnost
U razdoblju od 2002. do 2006. godine bio je voditeljem znanstveno-istraživačkog projekta "Demografski gubitci i posljedice Domovinskog rata" a od 2008. godine voditelj je projekta "Demografski aspekti urbano-ruralne polarizacije Hrvatske", posebno se bavi istraživanjima povezanima uz demografiju Hrvatske, demografiju malih područja, demografiju braka i obitelji, demografske posljedice rata te etnodemografiju. U dosadašnjoj znanstvenoj djelatnosti objavio je sedamdesetak znanstvenih i stručnih radova u međunarodno referiranim časopisima, domaćim znanstvenim časopisima te zbornicima radova i knjigama, kao i tri knjige u suautorstvu i jednu knjigu kao samostalan autor.
Sudjelovao je na četrdesetak hrvatskih i međunarodnih znanstvenih skupova.  

### Urednik i suurednik
Suurednik je triju zbornika radova (Vukovar '91. – međunarodni odjeci i značaj, 2001., Stanovništvo Hrvatske – dosadašnji razvoj i perspektive, 2005. te Vukovar – hrvatska baština i perspektive razvoja, 2007.) i jedne monografije (Hrvatski holokaust – dokumenti i svjedočanstva o poratnim pokoljima u Jugoslaviji, 2001., zajedno s Johnom Ivanom Prcelom). Urednik je jedne monografije (Prikrivena grobišta Hrvata u Republici Sloveniji, 2007.).

## Nagrade i priznanja
- 1992.: Nagrada "Stipendija Sveučilišta u Zagrebu".[1]
- 2001.: Dobitnik je Državne nagrade za znanost za znanstvene novake u području društvenih znanosti.
- 2005.: Dobitnik je Spomen medalje Hrvatski križni put.

## Djela
- Činitelji demografskih kretanja u Republici Hrvatskoj, Zagreb, 2003. (suautori Anđelko Akrap, Ivan Čipin, Nenad Pokos i Tomislav Ridzak)
- Stvaranje hrvatske države i domovinski rat, Zagreb, 2006. (suautori Zdenko Radelić, Davor Marijan, Nikica Barić i Albert Bing)
- Stanovništvo Vukovarsko-srijemske županije, Vukovar, 2006.
- Demografski kontekst i sociokulturne posljedice Hrvatskoga domovinskog rata, Zagreb, 2009. (suautor Ivana Žebec)

## Vanjske poveznice
- Hrvatska znanstvena bibliografija: Dražen Živić, lista radova
- Pobijeni.info: Hrvatski holokaust – dokumenti i svjedočanstva o poratnim pokoljima u Jugoslaviji
- Intervju Glas Koncila 27 (1724), 8.7.2007.